# Merav Miller

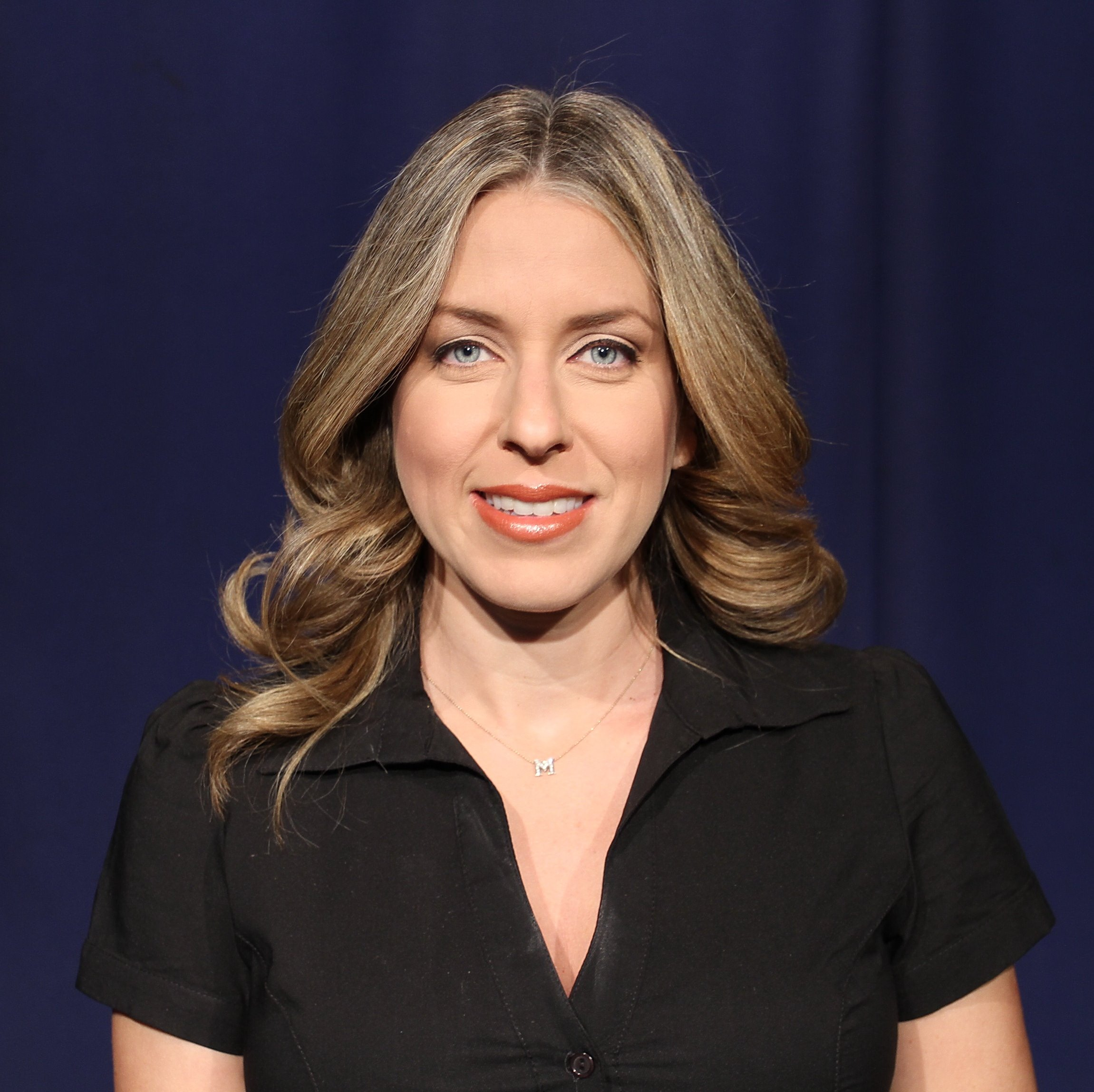
Merav Miller (2010)

Merav Miller (hebräisch מירב מילר; * 1971 in Kfar Saba) ist eine israelische Nachrichten- und Hörfunksprecherin.

## Leben
Miller wurde in Kfar Saba geboren und wuchs dort auf. Sie leistete ihren Militärdienst als Ausbilderin bei der israelischen Luftwaffe ab. Nach ihrer Entlassung aus der israelischen Luftwaffe arbeitete sie mehrere Jahre als Flugbegleiterin und studierte Kommunikationswissenschaften am College of Management.
Miller begann ihre berufliche Laufbahn als Außenreporterin für HOT News. Anschließend arbeitete sie für die israelische Rundfunkbehörde als Redakteurin und Moderatorin für Wirtschaftsnachrichten auf Channel 2. Im Jahr 2002 wechselte sie als Nachrichtenredakteurin zu Channel One, wo sie auch die Wirtschaftsnachrichten A Look at Money präsentierte. Zu ihren bemerkenswerten Tätigkeiten als Außenreporterin bei Channel One gehörten die Berichterstattung über den Abzugsplan und die Ereignisse an der Nordgrenze während des Zweiten Libanonkriegs.
2004 moderierte sie gemeinsam mit David D’Or die Veranstaltung zur Auswahl des Songs, der Israel beim Eurovision Song Contest vertreten sollte. Im selben Jahr übernahm sie auch die Bekanntgabe der Ergebnisse der israelischen Punktewertung.
2008 führte sie Regie und präsentierte den Dokumentarfilm Der Sieg von Tomer Bouhadana, die Geschichte eines israelischen Soldaten, der im Libanonkrieg 2006 verletzt wurde und entschlossen ist, sich zu erholen und wieder am Triathlon teilzunehmen. Sie trat auch in der Satiresendung Matzav Ha'Uma auf.